# Selección de fútbol sala de Argentina (FIFA)
La selección de futsal de Argentina es el equipo formado por jugadores de nacionalidad argentina, que representa a dicho país a través de la Asociación del Fútbol Argentino (AFA) en las competiciones internacionales de la disciplina. Su primer partido oficial fue el 14 de septiembre de 1987 ante Portugal en el marco del Tercer FIFA Futsal Tournament que se desarrolló en la ciudad de Brasilia, Brasil.
A nivel de competiciones FIFA, el seleccionado argentino ha participado en las diez ediciones disputadas de la Copa del Mundo, siendo junto a Brasil y España las únicas en haber jugado todas las ediciones. Se ha proclamado campeona mundial en 2016 y fue subcampeona en 2021 y 2024, además de un cuarto puesto en 2004.
A nivel de competiciones CONMEBOL, ha participado en las catorce ediciones disputadas de la Copa América. Ha sido campeona continental en 2003, 2015 y 2022, siendo subcampeona en 1992, 1995, 1997, 2000, 2011, 2017 y 2024. Ha llegado hasta mínimo semifinales en todas las ediciones.

## Historia

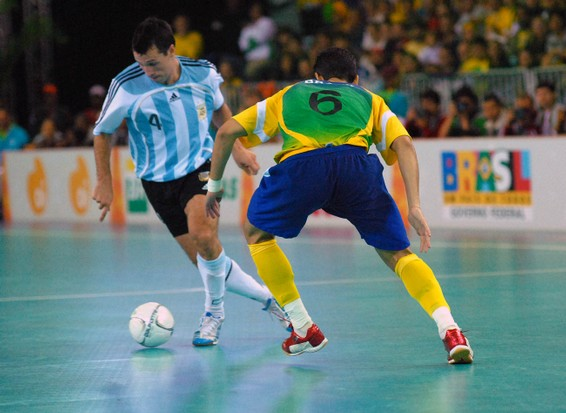
Argentina vs Brasil en la final de los Juegos Panamericanos de 2007.

### Inicios y primer mundial de la historia
El recorrido del elenco argentino en el futsal masculino, comienza con su presentación en la tercera edición del FIFA Futsal Tournament, disputado en Brasil en 1987, en el que la Argentina fue parte del Grupo A junto a los locales, Bélgica, Chile y Portugal. En ese torneo, que fue el bautismo para el equipo nacional en la disciplina, finalizó en la tercera ubicación de su grupo, y por ende, en la sexta colocación de la tabla general.
Dos años más tarde, ingresa en el primer mundial de la historia organizado por la FIFA, siendo este Países Bajos 1989. Fue parte del Grupo C junto a Bélgica (1-3), Canadá (3-1) y Japón (2-1), finalizando en la segunda ubicación y clasificando así a la segunda fase del torneo, donde compartió el Grupo 2 con Brasil (3-6), Estados Unidos (1-3) y Paraguay (3-4), esta vez, quedando eliminado del certamen con tres derrotas consecutivas y finalizando en la octava colocación.
Antecedentes en la Copa Mundial de Futsal de la FIFA
A partir de allí, fue séptimo Hong Kong 1992, noveno en España 1996, octavo en Guatemala 2000, cuarto en China Taipéi 2004, sexto en Brasil 2008, séptimo en Tailandia 2012.
En Colombia 2016 quedó encuadrada en el Grupo E junto a Kazajistán (1-0), Islas Salomón (7-3) y Costa Rica (2-2), por el puntaje conseguido de siete unidades avanzó como líder de grupo a la siguiente fase. En el choque de octavos de final venció a Ucrania (1-0) tras recurrir al tiempo suplementario. Para cuartos de final, superó a Egipto (5-0). En la semifinal, una contundente victoria frente a Portugal (5-2) depositó al equipo argentino en su primera final de Copa del Mundo. Allí derrotó a Rusia (5-4), adjudicándose su primer título mundial de futsal. 
En Lituania 2021 quedó enmarcada en el Grupo F junto con Estados Unidos (11-0), Serbia (4-2) e Irán (2-1), con puntaje perfecto avanzó a los octavos de final donde allí venció a Paraguay (6-1), en cuartos de final a Rusia (1-1, 5-4 en penales) y en semifinales eliminó a su clásico rival Brasil (2-1), pero en la final perdió contra Portugal (1-2). 
En Uzbekistán 2024 formó parte del Grupo C junto a Ucrania (7-1), Afganistán (2-1) y Angola (9-5), avanzó como líder de grupo y con puntaje perfecto a la siguiente instancia. En la fase final derrotó en octavos de final a Croacia (2-0), en cuartos a Kazajistán (6-1), en semifinales a Francia (3-2) y en su tercera final consecutiva cae ante Brasil (1-2).   
Primeras participaciones en la Copa América
La Copa América, llamada hasta el 2000 como CONMEBOL Futsal Championship, con la particularidad que estas primeras ediciones de 1992, 1996, 1997, 1998, 1999 y 2000 se disputaron en Brasil.
En su debut en 1992 logró el subcampeonato, competencia que tuvo como método de disputa el enfrentamiento de todos contra todos. Ante esto, sumó cuatro puntos en los tres partidos que jugó ante Brasil (0-4), Ecuador (5-1) y Paraguay (1-1), finalizando con cuatro unidades detrás de los locales.
En 1996 se realizó la primera Copa América con formato de eliminación directa tras una primera fase. Con sede en Río de Janeiro, Argentina terminó segunda en el Grupo B que compartió con Uruguay (2-2) y Chile (1-1), algo que le valió el paso a las semifinales donde cayó goleado por 6-0 contra los locales, nuevamente campeones del certamen. En el partido por el tercer puesto, pudo superar a Paraguay por 2-1 y llevarse la medalla de bronce.

## Clasificación FIFA
| Año/Mes | Enero                  | Febrero                | Marzo                  | Abril                  | Mayo          | Junio         | Julio | Agosto | Septiembre | Octubre       | Noviembre | Diciembre |
| ------- | ---------------------- | ---------------------- | ---------------------- | ---------------------- | ------------- | ------------- | ----- | ------ | ---------- | ------------- | --------- | --------- |
| 2024    | Sin Clasificación FIFA | Sin Clasificación FIFA | Sin Clasificación FIFA | Sin Clasificación FIFA | 5.° (1439.74) | 5.° (1439.74) |       |        |            | 3.° (1520.59) |           |           |

## Estadísticas

### Copa Mundial
| Desempeño en la Copa Mundial | Desempeño en la Copa Mundial | Desempeño en la Copa Mundial | Desempeño en la Copa Mundial | Desempeño en la Copa Mundial | Desempeño en la Copa Mundial | Desempeño en la Copa Mundial | Desempeño en la Copa Mundial | Desempeño en la Copa Mundial |
| Año                          | Resultado                    | Posición                     | J                            | G                            | E                            | P                            | GF                           | GC                           |
| ---------------------------- | ---------------------------- | ---------------------------- | ---------------------------- | ---------------------------- | ---------------------------- | ---------------------------- | ---------------------------- | ---------------------------- |
| 1989                         | Segunda fase                 | 8° de 16                     | 6                            | 2                            | 0                            | 4                            | 13                           | 28                           |
| 1992                         | Segunda fase                 | 7° de 16                     | 6                            | 3                            | 0                            | 3                            | 16                           | 20                           |
| 1996                         | Primera fase                 | 9° de 16                     | 3                            | 1                            | 1                            | 1                            | 7                            | 9                            |
| 2000                         | Segunda fase                 | 8° de 16                     | 6                            | 3                            | 0                            | 3                            | 16                           | 19                           |
| 2004                         | Cuarto puesto                | 4° de 16                     | 8                            | 4                            | 1                            | 3                            | 21                           | 18                           |
| 2008                         | Segunda fase                 | 6° de 20                     | 7                            | 3                            | 3                            | 1                            | 19                           | 12                           |
| 2012                         | Cuartos de final             | 7° de 24                     | 5                            | 3                            | 0                            | 2                            | 18                           | 9                            |
| 2016                         | Campeón                      | 1° de 24                     | 7                            | 6                            | 1                            | 0                            | 26                           | 11                           |
| 2021                         | Subcampeón                   | 2° de 24                     | 7                            | 5                            | 1                            | 1                            | 27                           | 8                            |
| 2024                         | Subcampeón                   | 2° de 24                     | 7                            | 6                            | 0                            | 1                            | 30                           | 12                           |
| Total                        | 10/10                        | 3°                           | 62                           | 36                           | 7                            | 19                           | 193                          | 136                          |

### Copa América
| Desempeño en la Copa América | Desempeño en la Copa América | Desempeño en la Copa América | Desempeño en la Copa América | Desempeño en la Copa América | Desempeño en la Copa América | Desempeño en la Copa América | Desempeño en la Copa América | Desempeño en la Copa América |
| Año                          | Resultado                    | Posición                     | J                            | G                            | E                            | P                            | GF                           | GC                           |
| ---------------------------- | ---------------------------- | ---------------------------- | ---------------------------- | ---------------------------- | ---------------------------- | ---------------------------- | ---------------------------- | ---------------------------- |
| 1992                         | Subcampeón                   | 2° de 4                      | 3                            | 1                            | 1                            | 1                            | 6                            | 6                            |
| 1995                         | Subcampeón                   | 2° de 4                      | 2                            | 1                            | 0                            | 1                            | 7                            | 7                            |
| 1996                         | Tercer puesto                | 3° de 4                      | 4                            | 1                            | 2                            | 1                            | 5                            | 10                           |
| 1997                         | Subcampeón                   | 2° de 4                      | 3                            | 1                            | 0                            | 2                            | 8                            | 16                           |
| 1998                         | Cuarto puesto                | 4° de 4                      | 2                            | 0                            | 0                            | 2                            | 3                            | 6                            |
| 1999                         | Tercer puesto                | 3° de 4                      | 3                            | 1                            | 0                            | 2                            | 6                            | 11                           |
| 2000                         | Subcampeón                   | 2° de 9                      | 4                            | 3                            | 0                            | 1                            | 9                            | 11                           |
| 2003                         | Campeón                      | 1° de 10                     | 5                            | 4                            | 1                            | 0                            | 21                           | 9                            |
| 2008                         | Tercer puesto                | 3° de 10                     | 4                            | 3                            | 0                            | 1                            | 10                           | 8                            |
| 2011                         | Subcampeón                   | 2° de 9                      | 5                            | 3                            | 1                            | 1                            | 20                           | 11                           |
| 2015                         | Campeón                      | 1° de 9                      | 6                            | 3                            | 2                            | 1                            | 20                           | 11                           |
| 2017                         | Subcampeón                   | 2° de 10                     | 6                            | 4                            | 1                            | 1                            | 26                           | 9                            |
| 2022                         | Campeón                      | 1° de 10                     | 6                            | 4                            | 2                            | 0                            | 16                           | 9                            |
| 2024                         | Subcampeón                   | 2° de 10                     | 6                            | 4                            | 0                            | 2                            | 12                           | 7                            |
| Total                        | 14/14                        | 2°                           | 59                           | 33                           | 10                           | 16                           | 169                          | 131                          |

### Eliminatorias Sudamericanas de Futsal
| Desempeño en las Eliminatorias Sudamericanas | Desempeño en las Eliminatorias Sudamericanas | Desempeño en las Eliminatorias Sudamericanas | Desempeño en las Eliminatorias Sudamericanas | Desempeño en las Eliminatorias Sudamericanas | Desempeño en las Eliminatorias Sudamericanas | Desempeño en las Eliminatorias Sudamericanas | Desempeño en las Eliminatorias Sudamericanas | Desempeño en las Eliminatorias Sudamericanas |
| Año                                          | Resultado                                    | Posición                                     | J                                            | G                                            | E                                            | P                                            | GF                                           | GC                                           |
| -------------------------------------------- | -------------------------------------------- | -------------------------------------------- | -------------------------------------------- | -------------------------------------------- | -------------------------------------------- | -------------------------------------------- | -------------------------------------------- | -------------------------------------------- |
| 2012                                         | Campeón                                      | 1° de 10                                     | 6                                            | 4                                            | 1                                            | 1                                            | 18                                           | 6                                            |
| 2016                                         | Subcampeón                                   | 2° de 10                                     | 6                                            | 4                                            | 1                                            | 1                                            | 23                                           | 9                                            |
| 2020                                         | Campeón                                      | 1° de 10                                     | 6                                            | 6                                            | 0                                            | 0                                            | 19                                           | 4                                            |
| Total                                        | 3/3                                          | 1°                                           | 18                                           | 14                                           | 2                                            | 2                                            | 60                                           | 19                                           |

### Finalissima de Futsal
| Desempeño en la Finalissima | Desempeño en la Finalissima | Desempeño en la Finalissima | Desempeño en la Finalissima | Desempeño en la Finalissima | Desempeño en la Finalissima | Desempeño en la Finalissima | Desempeño en la Finalissima | Desempeño en la Finalissima |
| Año                         | Resultado                   | Posición                    | J                           | G                           | E                           | P                           | GF                          | GC                          |
| --------------------------- | --------------------------- | --------------------------- | --------------------------- | --------------------------- | --------------------------- | --------------------------- | --------------------------- | --------------------------- |
| 2022                        | Cuarto puesto               | 4° de 4                     | 2                           | 0                           | 0                           | 2                           | 2                           | 6                           |
| Total                       | 1/1                         | 4°                          | 2                           | 0                           | 0                           | 2                           | 2                           | 6                           |

### Copa Confederaciones de Futsal
| Desempeño en la Copa Confederaciones | Desempeño en la Copa Confederaciones | Desempeño en la Copa Confederaciones | Desempeño en la Copa Confederaciones | Desempeño en la Copa Confederaciones | Desempeño en la Copa Confederaciones | Desempeño en la Copa Confederaciones | Desempeño en la Copa Confederaciones | Desempeño en la Copa Confederaciones |                 |
| Año                                  | Resultado                            | Posición                             | J                                    | G                                    | E                                    | P                                    | GF                                   | GC                                   |                 |
| ------------------------------------ | ------------------------------------ | ------------------------------------ | ------------------------------------ | ------------------------------------ | ------------------------------------ | ------------------------------------ | ------------------------------------ | ------------------------------------ | --------------- |
| 2009                                 | No se clasificó                      | No se clasificó                      | No se clasificó                      | No se clasificó                      | No se clasificó                      | No se clasificó                      | No se clasificó                      | No se clasificó                      | No se clasificó |
| 2013                                 | No se clasificó                      | No se clasificó                      | No se clasificó                      | No se clasificó                      | No se clasificó                      | No se clasificó                      | No se clasificó                      | No se clasificó                      | No se clasificó |
| 2014                                 | Campeón                              | 1° de 8                              | 5                                    | 4                                    | 1                                    | 0                                    | 23                                   | 8                                    |                 |
| Total                                | 1/3                                  | 3°                                   | 5                                    | 4                                    | 1                                    | 0                                    | 23                                   | 8                                    |                 |

### Juegos Sudamericanos
| Desempeño en los Juegos Suramericanos | Desempeño en los Juegos Suramericanos | Desempeño en los Juegos Suramericanos | Desempeño en los Juegos Suramericanos | Desempeño en los Juegos Suramericanos | Desempeño en los Juegos Suramericanos | Desempeño en los Juegos Suramericanos | Desempeño en los Juegos Suramericanos | Desempeño en los Juegos Suramericanos |
| Año                                   | Resultado                             | Posición                              | J                                     | G                                     | E                                     | P                                     | GF                                    | GC                                    |
| ------------------------------------- | ------------------------------------- | ------------------------------------- | ------------------------------------- | ------------------------------------- | ------------------------------------- | ------------------------------------- | ------------------------------------- | ------------------------------------- |
| 2002                                  | Subcampeón                            | 2° de 6                               | 6                                     | 4                                     | 0                                     | 2                                     | 14                                    | 12                                    |
| 2006                                  | Tercer puesto                         | 3° de 10                              | 6                                     | 3                                     | 2                                     | 1                                     | 18                                    | 8                                     |
| 2014                                  | Subcampeón                            | 2° de 6                               | 5                                     | 4                                     | 0                                     | 1                                     | 15                                    | 8                                     |
| 2018                                  | Tercer puesto                         | 3° de 6                               | 5                                     | 4                                     | 0                                     | 1                                     | 13                                    | 7                                     |
| 2022                                  | Campeón                               | 1° de 6                               | 5                                     | 4                                     | 1                                     | 0                                     | 14                                    | 3                                     |
| Total                                 | 5/8                                   | 3°                                    | 27                                    | 19                                    | 3                                     | 5                                     | 74                                    | 38                                    |

## Palmarés

### Selección absoluta
- Copa Mundial de Futsal (1): 2016

- Copa América de Futsal (3): 2003, 2015, 2022

- Copa Confederaciones de Futsal (1): 2014

Es la selección que más títulos posee de esta competición junto con Brasil y Irán.
- Eliminatorias Sudamericanas (2): 2012, 2020

Es la selección que más títulos posee de esta competición.
- Juegos Suramericanos (1): 2022
- Liga Evolución de Futsal Zona Sur (4): 2017, 2022, 2023, 2024

Es la selección que más títulos posee de esta competición.

### Selección sub-20
- Sudamericano de Futsal Sub-20 (2): 2016, 2024

### Selección sub-17
- Sudamericano de Futsal Sub-17 (2): 2022, 2024

Es la selección que más títulos posee de esta competición junto con Brasil.

### Distinciones otorgadas
| Distinción                               | Año  |
| ---------------------------------------- | ---- |
| Premio Fair Play de la Copa Mundial FIFA | 2012 |

## Estadísticas juveniles

### Campeonato Sudamericano Sub-20
| Desempeño en el Campeonato Sudamericano Sub-20 | Desempeño en el Campeonato Sudamericano Sub-20 | Desempeño en el Campeonato Sudamericano Sub-20 | Desempeño en el Campeonato Sudamericano Sub-20 | Desempeño en el Campeonato Sudamericano Sub-20 | Desempeño en el Campeonato Sudamericano Sub-20 | Desempeño en el Campeonato Sudamericano Sub-20 | Desempeño en el Campeonato Sudamericano Sub-20 | Desempeño en el Campeonato Sudamericano Sub-20 |
| Año                                            | Resultado                                      | Posición                                       | J                                              | G                                              | E                                              | P                                              | GF                                             | GC                                             |
| ---------------------------------------------- | ---------------------------------------------- | ---------------------------------------------- | ---------------------------------------------- | ---------------------------------------------- | ---------------------------------------------- | ---------------------------------------------- | ---------------------------------------------- | ---------------------------------------------- |
| 2004                                           | Primera fase                                   | 5° de 9                                        | 4                                              | 2                                              | 0                                              | 2                                              | 9                                              | 9                                              |
| 2006                                           | Subcampeón                                     | 2° de 8                                        | 5                                              | 3                                              | 0                                              | 2                                              | 10                                             | 7                                              |
| 2008                                           | Subcampeón                                     | 2° de 9                                        | 5                                              | 3                                              | 1                                              | 1                                              | 18                                             | 10                                             |
| 2010                                           | Tercer puesto                                  | 3° de 9                                        | 5                                              | 3                                              | 1                                              | 1                                              | 15                                             | 7                                              |
| 2013                                           | Tercer puesto                                  | 3° de 8                                        | 5                                              | 4                                              | 1                                              | 0                                              | 15                                             | 6                                              |
| 2014                                           | Tercer puesto                                  | 3° de 10                                       | 6                                              | 3                                              | 3                                              | 0                                              | 31                                             | 15                                             |
| 2016                                           | Campeón                                        | 1° de 10                                       | 6                                              | 5                                              | 1                                              | 0                                              | 30                                             | 7                                              |
| 2018                                           | Subcampeón                                     | 2° de 10                                       | 6                                              | 4                                              | 1                                              | 1                                              | 24                                             | 16                                             |
| 2022                                           | Subcampeón                                     | 2° de 10                                       | 6                                              | 4                                              | 0                                              | 2                                              | 15                                             | 5                                              |
| 2024                                           | Campeón                                        | 1° de 10                                       | 6                                              | 4                                              | 2                                              | 0                                              | 22                                             | 11                                             |
| Total                                          | 10/10                                          | 2°                                             | 54                                             | 35                                             | 10                                             | 9                                              | 189                                            | 93                                             |

### Campeonato Sudamericano Sub-17
| Desempeño en el Campeonato Sudamericano Sub-17 | Desempeño en el Campeonato Sudamericano Sub-17 | Desempeño en el Campeonato Sudamericano Sub-17 | Desempeño en el Campeonato Sudamericano Sub-17 | Desempeño en el Campeonato Sudamericano Sub-17 | Desempeño en el Campeonato Sudamericano Sub-17 | Desempeño en el Campeonato Sudamericano Sub-17 | Desempeño en el Campeonato Sudamericano Sub-17 | Desempeño en el Campeonato Sudamericano Sub-17 |
| Año                                            | Resultado                                      | Posición                                       | J                                              | G                                              | E                                              | P                                              | GF                                             | GC                                             |
| ---------------------------------------------- | ---------------------------------------------- | ---------------------------------------------- | ---------------------------------------------- | ---------------------------------------------- | ---------------------------------------------- | ---------------------------------------------- | ---------------------------------------------- | ---------------------------------------------- |
| 2016                                           | Subcampeón                                     | 2° de 9                                        | 6                                              | 4                                              | 1                                              | 1                                              | 24                                             | 9                                              |
| 2018                                           | Subcampeón                                     | 2° de 10                                       | Sin datos                                      | Sin datos                                      | Sin datos                                      | Sin datos                                      | Sin datos                                      | Sin datos                                      |
| 2022                                           | Campeón                                        | 1° de 10                                       | 6                                              | 5                                              | 1                                              | 0                                              | 19                                             | 3                                              |
| 2024                                           | Campeón                                        | 1° de 10                                       | 6                                              | 6                                              | 0                                              | 0                                              | 23                                             | 3                                              |
| Total                                          | 4/4                                            | 1°                                             | 18                                             | 15                                             | 2                                              | 1                                              | 42                                             | 6                                              |

### Juegos Olímpicos de la Juventud
| Desempeño en los Juegos Olímpicos de la Juventud | Desempeño en los Juegos Olímpicos de la Juventud | Desempeño en los Juegos Olímpicos de la Juventud | Desempeño en los Juegos Olímpicos de la Juventud | Desempeño en los Juegos Olímpicos de la Juventud | Desempeño en los Juegos Olímpicos de la Juventud | Desempeño en los Juegos Olímpicos de la Juventud | Desempeño en los Juegos Olímpicos de la Juventud | Desempeño en los Juegos Olímpicos de la Juventud |
| Año                                              | Resultado                                        | Posición                                         | J                                                | G                                                | E                                                | P                                                | GF                                               | GC                                               |
| ------------------------------------------------ | ------------------------------------------------ | ------------------------------------------------ | ------------------------------------------------ | ------------------------------------------------ | ------------------------------------------------ | ------------------------------------------------ | ------------------------------------------------ | ------------------------------------------------ |
| 2018                                             | Cuarto puesto                                    | 4° de 10                                         | 6                                                | 2                                                | 1                                                | 3                                                | 25                                               | 16                                               |
| Total                                            | 1/1                                              | 4°                                               | 6                                                | 2                                                | 1                                                | 3                                                | 25                                               | 16                                               |